# Lake Holcombe, Wisconsin
Lake Holcombe là một thị trấn thuộc quận Chippewa, tiểu bang Wisconsin, Hoa Kỳ. Năm 2010, dân số của thị trấn này là 1.001 người.